# Bolesław Podhorski

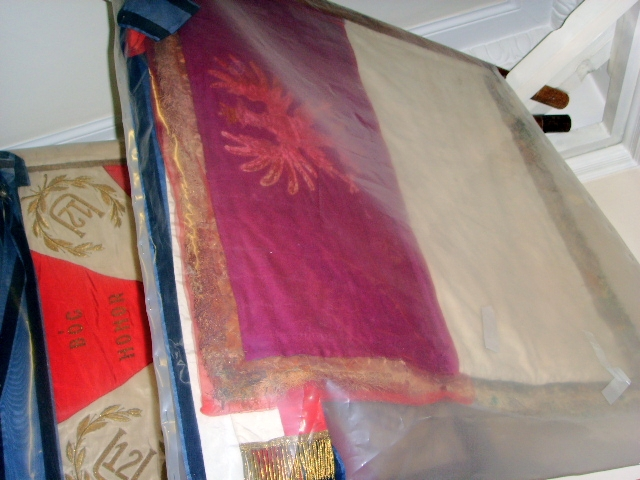
Odnaleziony przez Bolesława Podhorskiego sztandar 1 Pułku Ułanów Krechowieckich (obecnie eksponat w Instytucie im. Sikorskiego w Londynie)

Bolesław Podhorski (ur. 13 kwietnia 1896 w Szlachowej, zm. 25 sierpnia 1979 w Warszawie) – polski ekonomista rolnictwa, podporucznik rezerwy Wojska Polskiego, kawaler Orderu Virtuti Militari.

## Życiorys
Pochodził z rodziny ruskich kniaziów; jego przodek Hrechory Podhorski przybył do Rzeczypospolitej w 1563 uciekając przed groźbą mordu ze strony cara Iwana Groźnego. Rodzicami Bolesława byli Józef Jan kn. Podhorski h. wł. (1863–1934) i Maria Kazimiera ze Skarbek-Malczewskich h. Awdaniec (1867–1944). Ojciec po ukończeniu gimnazjum rolnego studiował prawo na Uniwersytecie Kijowskim. Szlachowa była majątkiem, który matka Bolesława otrzymała w wianie.
Podczas pogromów polskich majątków ziemskich, które miały miejsce po rewolucji październikowej, opuścił rodzinny majątek i wyjechał do Kijowa. Powrócił tam w 1918, ale nie udało mu się reaktywować wcześniejszej działalności rolnej.
W 1920 zgłosił się ochotniczo do wojska i walczył w szeregach 1 pułku ułanów krechowieckich podczas wojny polsko-bolszewickiej, za co został uhonorowany Krzyżem Srebrnym Orderu Wojskowego Virtuti Militari. 8 stycznia 1924 został zatwierdzony w stopniu podporucznika ze starszeństwem z 1 kwietnia 1921 i 2. lokatą w korpusie oficerów jazdy. Posiadał wówczas przydział do 21 pułku ułanów w Równem. W listopadzie 1924 został przeniesiony w rezerwie z 21 do 1 pułku ułanów. W 1934 był ponownie oficerem rezerwy 21 pułku ułanów.
W 1921 zaangażował się w wojskową akcję osadniczą na Kresach. Należał do pionierów osadnictwa w powiecie rówieńskim, gdzie ówczesne władze postanowiły zasiedlić oficerami 1 pułku ułanów i ich rodzinami tereny po dawnym poligonie szubkowskim tworząc Osadę Krechowiecką. Zamieszkał tam razem z rodzicami; przez cały okres od powstania osady do wybuchu II wojny światowej pełnił funkcję prezesa Osady. W międzyczasie ukończył studia w Szkole Głównej Gospodarstwa Wiejskiego.
W 1939 dostał się do niemieckiej niewoli. Został osadzony w Oflagu VII A Murnau, w którym przebywał do maja 1945, a następnie przedostał się do Włoch, gdzie dołączył do 2 Korpusu Armii Polskiego dowodzonego przez gen. Władysława Andersa. W październiku 1945 został zaangażowany przez ppłk. Kazimierza Zaorskiego do akcji odzyskania ukrytego sztandaru 1 pułku ułanów krechowieckich, który został na początku października 1939 zakopany w lasach pod Kockiem. Mimo początkowego niepowodzenia, udało mu się na podstawie fałszywych dokumentów przekroczyć 25 maja 1946 polską granicę w Międzylesiu; sam sztandar odnalazł 13 kwietnia 1946. Po wykonaniu powierzonego mu zadania przekroczył zieloną granicę; sztandar przewiózł do Szwajcarii pocztą dyplomatyczną Konstanty Górski. Po jego odebraniu Bolesław Podhorski w październiku tego samego roku zameldował się w dowództwie Korpusu w Ankonie; został dwukrotnie odznaczony Srebrnym Krzyżem Zasługi z Mieczami. Wyjechał wówczas do Wielkiej Brytanii, gdzie od 1948 pełnił funkcję dyrektora Instytutu Polskiej Akcji Katolickiej. W 1958 przeszedł na emeryturę i powrócił do Polski.
Od 17 marca 1925 był mężem Elżbiety hr. Łoś h. Dąbrowa (1902–1986), z którą miał cztery córki: Marię (ur. 1926), Annę (ur. 1930), Irenę Teresę (ur. 1933) i Elżbietę (ur. 1936).

## Ordery i odznaczenia
- Krzyż Srebrny Orderu Wojskowego Virtuti Militari nr 2584[2] (1921)[3]
- Krzyż Walecznych (czterokrotnie)[8]
- Złoty Krzyż Zasługi (7 czerwca 1939)[9]
- Srebrny Krzyż Zasługi z Mieczami (dwukrotnie)